# Ezra Darby
Ezra Darby (* 7. Juni 1768 in Scotch Plains, Province of New Jersey; † 27. Januar 1808 in Washington, D.C.) war ein US-amerikanischer Politiker. Zwischen 1805 und 1808 vertrat er den Bundesstaat New Jersey im US-Repräsentantenhaus.

## Werdegang
Ezra Darby besuchte die öffentlichen Schulen seiner Heimat und arbeitete danach in der Landwirtschaft. Außerdem bekleidete er verschiedene lokale Ämter. So war er unter anderem zwischen 1800 und 1804 Friedensrichter. Politisch schloss sich Darby der von Thomas Jefferson gegründeten Demokratisch-Republikanischen Partei an. Zwischen 1802 und 1804 saß er als Abgeordneter in der New Jersey General Assembly.
Bei den Kongresswahlen des Jahres 1804 wurde Darby für den ersten Sitz von New Jersey in das US-Repräsentantenhaus in Washington gewählt, wo er am 4. März 1805 die Nachfolge von Adam Boyd antrat. Nach einer Wiederwahl konnte er bis zu seinem Tod am 27. Januar 1808 im Kongress verbleiben. Dabei wurde er zunehmend von einer Tuberkuloseerkrankung behindert, an der er starb. Er wurde als zweiter Kongressabgeordneter auf dem Kongressfriedhof beigesetzt. Der erste war Uriah Tracy (1755–1807) aus Connecticut, der auch US-Senator war.